# Équipe du Paraguay masculine de volley-ball
Cet article traite de l'équipe masculine. Pour l'équipe féminine, voir Équipe du Paraguay féminine de volley-ball.
L'équipe du Paraguay de volley-ball est composée des meilleurs joueurs paraguayens sélectionnés par la Fédération paraguayenne de volleyball (Federación Paraguaya de Voleibol, FPV). Elle est actuellement classée au 61e rang de la FIVB au 15 janvier 2010.

## Sélection actuelle
Sélection pour les Qualifications aux championnats du Monde de 2010.

Entraîneur :  Miguel Arza

## Palmarès et parcours

### Palmarès
- Championnat d'Amérique du Sud
  - Finaliste : 1958
  - Troisième : 1956, 1979
  - Quatrième : 1962, 1964, 1987

### Parcours

#### Championnats du monde
| - 1949 : non qualifié - 1952 : non qualifié - 1956 : non qualifié - 1960 : 12e - 1962 : non qualifié - 1966 : non qualifié - 1970 : non qualifié - 1974 : non qualifié - 1978 : non qualifié - 1982 : non qualifié | - 1986 : non qualifié - 1990 : non qualifié - 1994 : non qualifié - 1998 : non qualifié - 2002 : non qualifié - 2006 : non qualifié - 2010 : non qualifié |

#### Championnat d'Amérique du Sud
| - 1951 : non participant - 1956 : 3e - 1958 : 2e - 1961 : non participant - 1962 : 4e - 1964 : 4e - 1967 : 5e - 1969 : non participant - 1971 : 7e - 1973 : non participant | - 1975 : 5e - 1977 : 5e - 1979 : 3e - 1981 : 6e - 1983 : non participant - 1985 : non participant - 1987 : 4e - 1989 : non participant - 1991 : non participant - 1993 : non participant | - 1995 : non participant - 1997 : non participant - 1999 : non participant - 2001 : non participant - 2003 : 5e - 2005 : 6e - 2007 : 5e - 2009 : non participant |